# 揺さぶられっ子症候群
揺さぶられっ子症候群（ゆさぶられっこしょうこうぐん、Shaken Baby Syndrome、SBS）とは、概ね生後6か月以内の新生児や乳児の体を、過度に揺することで発生する内出血などの外傷。児童虐待ともなりうるもので、乳児揺さぶられ症候群ないし乳幼児揺さぶられ症候群ともいう。
2010年ごろから、児童虐待による死傷事件に関連して「乳児揺さぶり死」という語も出てきており、社会問題キーワードにも挙がっている。児童虐待と疑われて有罪となった親族が後に無罪になった事例もある。

## 概要
揺さぶられっ子症候群は、1972年にJ.Caffeyにより米国で症例が報告され、その後の1980年代に児童虐待の一つの結果（指標）とみなされるようになった。日本でも2002年より母子健康手帳に掲載され、注意が呼びかけられている。英語では Shaken Baby Syndrome （シェイキンベイビーシンドローム）と呼ばれ、「シェイク」の言葉からイメージされる通り、激しく揺すられることで発生する諸症状である。
この症候群では、まず欧米における児童の叱責の仕方が一つの要因と考えられている。欧米（主に米国）では、躾に反した児童への叱り方として、叩いたり殴ったりという直接的な暴力は忌避される傾向にある。このため直接的な打撲を伴わず、また苦痛よりも精神的に強く印象付けられると考えられた「両肩を掴んで、体を前後に揺する（一種の恫喝）」が行われる。
ある程度に体が成長した児童では、多少揺すられた程度では、反射的に体をこわばらせるため、そう簡単に怪我をすることはないが、同じことを首が据わっておらず頭蓋骨も隙間の多い新生児で行うと、眼底出血や頭蓋内出血（クモ膜下出血など）・脳挫傷を伴い致命的となりかねない。また身体の組織が成長途上で柔らかく力も弱い幼児でも、過度に揺すられると、程度の差こそあれ問題となる場合もあるとみなされる。
揺さぶられっ子症候群では、脳や中枢神経に対して回復不能なダメージがあった場合、運動機能的な障害や発達障害、あるいは最悪の場合では死に至る危険性があることも示されており、こと新生児や乳幼児に対する扱いに注意が呼びかけられている。

## 発生しうる状況
しばしば育児に関する不安に挙がるところではあるが、常識的なあやし方で問題がおこるとはみなされない。新生児の体を強く揺すった場合のほか、あやし喜ばせようとして豪快に振り回したり、あるいは車移動の際、新生児用ではないチャイルドシートに長時間座らせるといった行為により、発生の危険性が高まるとされる。
具体的な運動に関しては、以下のような事例が報告されている。
- 頭を2秒間に5～6回揺する
- 体を10秒間に5～6回の割合で激しく揺する
- 体を20分間左右に揺する
- 「高い高い」で空中に投げ上げてキャッチを繰り返す
- 両手で抱え、急激に持ち上げゆっくり下ろすことを繰り返す
- 揺り篭に入れたまま、6歳の兄が大きく・早く何度も揺すった

新生児であれ、腕で首を支えた状態で抱きかかえてゆっくりと揺らされたり、揺り篭にいれ適度に揺すられた程度では生じにくい。また自動車での移動の際にも、新生児用チャイルドシートを適切に使用し、乗車が長時間に渡るならば適宜休憩をはさみむなどすると、発症は抑えられると考えられている。しかしながら、この症候群の社会的認知度が必ずしも高くはないために、140時間の研修を終了した保育士が、生後5ヶ月の幼児に対し発生させた事例も存在する。

## 症状
視神経や眼球などに損傷がある場合、視力が低下するほか、難聴などが生じる場合もある。脳に障害が発生した場合、その部位にもよって運動障害や言語障害、知能障害が発生しうる。重篤な場合では死亡する場合もある。
ぐったりしている・顔色が悪い・痙攣する・呼吸の異常・長時間（半日以上）ミルクも飲まず眠り続けるなどといった直接的な症状がある場合は、重大な負傷が疑われるため、早急な医師への相談と受診が必要。処置が速く適切であれば、これら症状が出ても後遺症が残らなかったケースも報告されている。
死亡に至ったケースに関しては、日本国内においては厚生労働省の統計によると、頭蓋内出血による死亡は平成18年1月から平成20年3月までの間で1件であった。

## 問題点
揺さぶられっ子症候群については、一部の専門家は診断精度がほとんどない未証明の仮説だと主張している。揺さぶられっ子症候群に基づいて児童虐待を示唆するとみなすことについても議論がある。
病気 や低位転倒/落下(つかまり立ちから後ろに転倒、ソファーからの落下など) でも、SBS(揺さぶられっ子症候群)によるものとされる症状と同様の症状が生じる場合がある。
病気や低位転倒/落下が原因だが、揺さぶられっ子症候群や虐待による頭部外傷と判断されて、大人（保護者）が逮捕・勾留・起訴・有罪にされたり、児童相談所に子供が一時保護され、その後も法的判断により月単位、年単位の長期間、家族が隔離・接触禁止にされる事例も発生している。いわゆる「揺さぶられっ子症候群(Shaken Baby Syndrome)」として乳児が「硬膜下血腫、脳浮腫、眼底出血」の3症状があると児童虐待が疑われるが、小児脳神経外科医からは「3兆候イコール虐待」と判定すべきではないとの主張がある。判決では親族に実刑判決が出たのちに、無罪となる事例が出ている。
SBS説の起源はガスケルチ(A. N. Guthkelch)の1971年の論文 と言われているが、そのガスケルチが2012年の論文 ではSBSを巡る議論に懸念を表明している。
カフィー(J.Caffey)の仮説は1970年代から1980年代にかけて展開し、やがてSBS理論に変化。「硬膜下血腫や網膜出血は、子どもが揺さぶられることにより生じうる」という仮説が、その後「子どもが揺さぶられれば硬膜下血腫や網膜出血が生じる」と逆転した理論に代わった。SBSは、もともとは「仮説」として提唱されていた。
SBS理論をリードしてきた著名な小児虐待医のキャロル・ジェニーは、2008年に全米SBSセンターで開催されたシンポジウムで「SBSの発見者は誰だと思いますか？私は、ノーマン・ガスケルチだと思います」とガスケルチを紹介し、観客はスタンディング・オベーションでガスケルチを迎えたとされている。SBS理論の提唱者と称されるガスケルチの懸念があるのであれば、その指摘を踏まえてSBS/ AHT理論の十分な検証が行われるべきではないか。ガスケルチが提案した「第三者による正しい理解のための検証」の試みのひとつが、スウェーデンの2016年SBU調査報告書 であると考えられる。